# 血部
血部（）は、漢字を部首により分類したグループの一つ。
康熙字典214部首では143番目に置かれる（6画の26番目、申集の4番目）。

## 概要
「血」字は古代祭祀において捧げられた犠牲（生贄）の血を意味する。
祭器（「皿」）の中に血（「一」）がある様子に象る会意文字である。動詞としては血を塗りつけることを意味する。
後に引伸して広く人間および動物の血を意味するようになった。その他、血統や血縁、悲痛の涙、血のような色といった意味を表す。
偏旁の意符としては血や祭祀、薬などに関することを示す。
血部はこのような意符を構成要素にもつ漢字を収めている。ただし、「眾」の異体字である「衆」（日本ではこれを正字とする）のように偏旁の「血」とは関係なく、たまたま「血」の形の筆画になった漢字も収めている。

## 部首の通称
- 日本：ち・ちへん
- 韓国：피혈부（pi hyeol bu、ちの血部）、피혈변（pi hyeol byeon、ちの血の偏）
- 英米：Radical blood

## 部首字

甲骨文
大篆
小篆

血
- 中古音
  - 広韻 - 呼決切、屑韻、入声
  - 詩韻 - 屑韻、入声
  - 三十六字母 - 暁母
- 現代音
  - 普通話 - ピンイン：xuè 注音：ㄒㄩㄝˋ ウェード式：hsüeh4
  - 広東語 - Jyutping:hyut3 イェール式:hyut3
- 日本語 - 音：ケツ（クヱツ）（漢音）・ケチ（クヱチ）（呉音） 訓：ち
- 朝鮮語 - 音：혈(hyeol) 訓：피（pi、ち）

- 甲骨文
- 大篆
- 小篆

## 例字
- 血
  - 4:衄・6:衆・15:衊・18:衋